# Étienne III de Naples
Étienne III de Naples (mort le 16 mai 832) fut duc de Naples pendant 10 ans et 10 mois de 821/822 à 832 .

## Biographie
Petit-fils et homonyme du duc-évêque Étienne II de Naples il succède au protospathaire Théodore de Naples dont il avait  épousé la fille . Son accession au trône fait suite à un très bref intermède de rétablissement de l'autorité de l'Empire byzantin sur la cité (818-821). Il est tué par un groupe de conspirateurs ayant à sa tête son successeur le futur duc Bonus de Naples qui agissaient en accord avec  le duc lombard Sicon de Bénévent. Avec lui se termine en ligne directe la dynastie de Étienne II.

## Source
- Jules Gay, L'Italie méridionale et l'Empire byzantin depuis l'avènement de Basile Ier jusqu'à la prise de Bari par les Normands (867-1071), Albert Fontemoing éditeur, Paris 1904 p. 20.